# 佐藤博明
佐藤 博明（さとう ひろあき、1935年3月30日 - ）は、日本の会計学者。静岡大学学長、静岡鉄道監査役、宇都宮大学監事、福島大学監事、静岡産業大学監事などを歴任した。

## 人物・経歴
北海道二海郡八雲町生まれ。1958年に明治大学商学部卒業後、明治大学大学院商学研究科修士課程、同博士課程を経て、1963年静岡大学文理学部講師着任。静岡大学人文学部助教授を経て、1976年静岡大学人文学部教授。1988年明治大学商学博士。1990年から1992年まで静岡大学学生部長。1997年から2003年まで静岡大学長。2003年静岡大学名誉教授。2004年静岡鉄道監査役、宇都宮大学監事。2006年福島大学監事。2008年静岡産業大学監事。静岡市総合計画懇話会委員、南アルプス世界自然遺産登録推進協議会総合学術検討委員会委員長、静岡市環境影響評価専門会議副会長、静岡県地球温暖化防止活動推進センター長、静岡県ボランティア協会副理事長等も歴任した。

## 著書
- 『会計学の理論研究 : シュマーレンバッハの理論を中心に』中央経済社 1981年
- 『ドイツ会計制度』森山書店 1989年
- 『ヤーヌスの目 : 静岡大学・知の標とともに』静岡新聞社 2003年

### 共著
- 『検証国立大学法人化と大学の責任 : その制定過程と大学自立への構想』（田中弘充, 田原博人との共著）東信堂 2018年
- 『2040年大学よ甦れ : カギは自律的改革と創造的連携にある』（田中弘允, 田原博人との共著）東信堂 2019年

### 編著
- 『ドイツ会計の新展開 : 国際化への戦略的アプローチ』森山書店 1999年

### 監訳
- ベェトゲ, キルシュ, ティーレ著『ドイツ連結会計論』森山書店 2002年